# 保罗教堂宪法

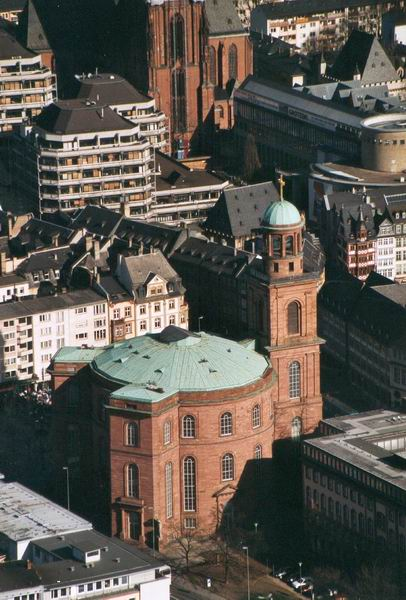
今天的保罗教堂

保罗教堂宪法 （德語：Paulskirchenverfassung），也稱保羅教會憲法，是第一部整个德国范围的由民主决议产生的宪法，然而这部宪法却从来没有生效过。它作为“德意志帝国宪法”于1849年3月27日由法兰克福国民议会在保罗教堂内决议产生，并于1849年3月28日正式公布。这部宪法最终由于德国各邦尤其是普鲁士国王的反对而宣告失败。
这部宪法规定德国应该是一个君主立宪的国家，但是执政官应该通过民主选举产生。国民议会议员打算让普鲁士国王腓特烈·威廉四世接受宪法施行后德国的皇冠，然而威廉四世坚持君权神授，拒绝了皇冠。
随后在德国西南部发生了旨在要求德国各邦接受宪法的宪法运动和革命起义，这些运动和起义于1849年夏遭到了军事镇压，也意味着保罗教堂宪法的彻底失败。
不过保罗教堂宪法作为整个德国第一部民主决议产生的宪法对德国以后的宪制发展有着巨大的影响，特别是在基本权利方面。这些基本权利构成了宪法的核心，并早在1848年12月27日就已经通过“关于德意志民族基本权利的帝国法”（Reichsgesetz betreffend die Grundrechte des deutschen Volkes）而得到生效实施。这些基本权利随后单独作为一章被编入保罗教堂宪法（第五章：财产的不可侵犯、迁徙自由、废除死刑、人身自由、邮件保密、科学和学术自由、集会自由以及思想自由），并且一部分被原封不动地编入随后的魏玛共和国宪法和德意志联邦共和国宪法。
保罗教堂宪法是经过长时间的争论和讨论之后才颁布的。其中争论最激烈的一个焦点是关于准备成立的德意志民族国家的构成问题。就此主要有“小德意志解决方案”和“大德意志解决方案”两种方案供表决选择。“小德意志解决方案”排除奥地利，并打算接受普鲁士的领导，而“大德意志解决方案”则包含奥地利在内。

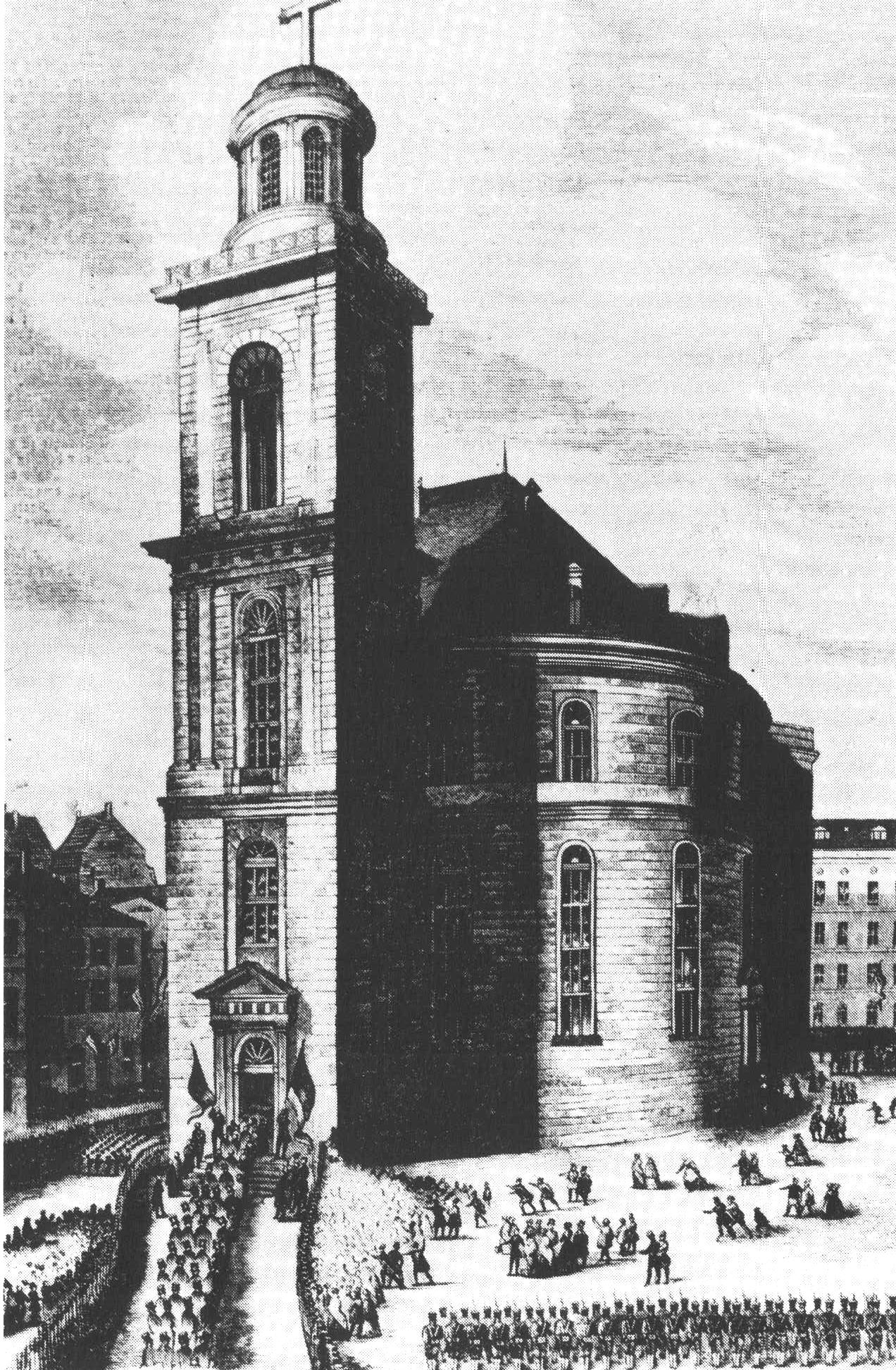
议员进入国民议会会场

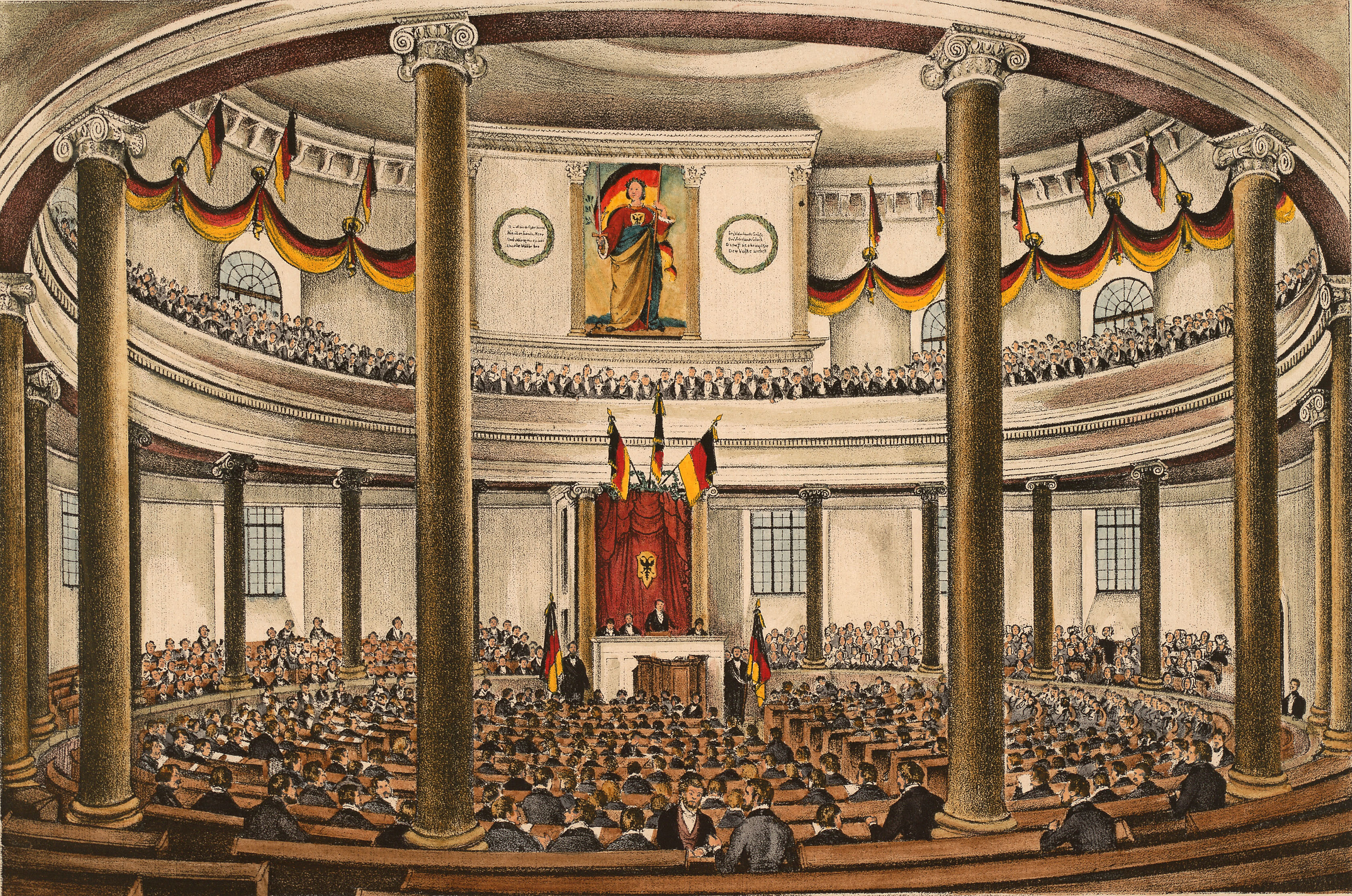
保罗教堂内的国民议会

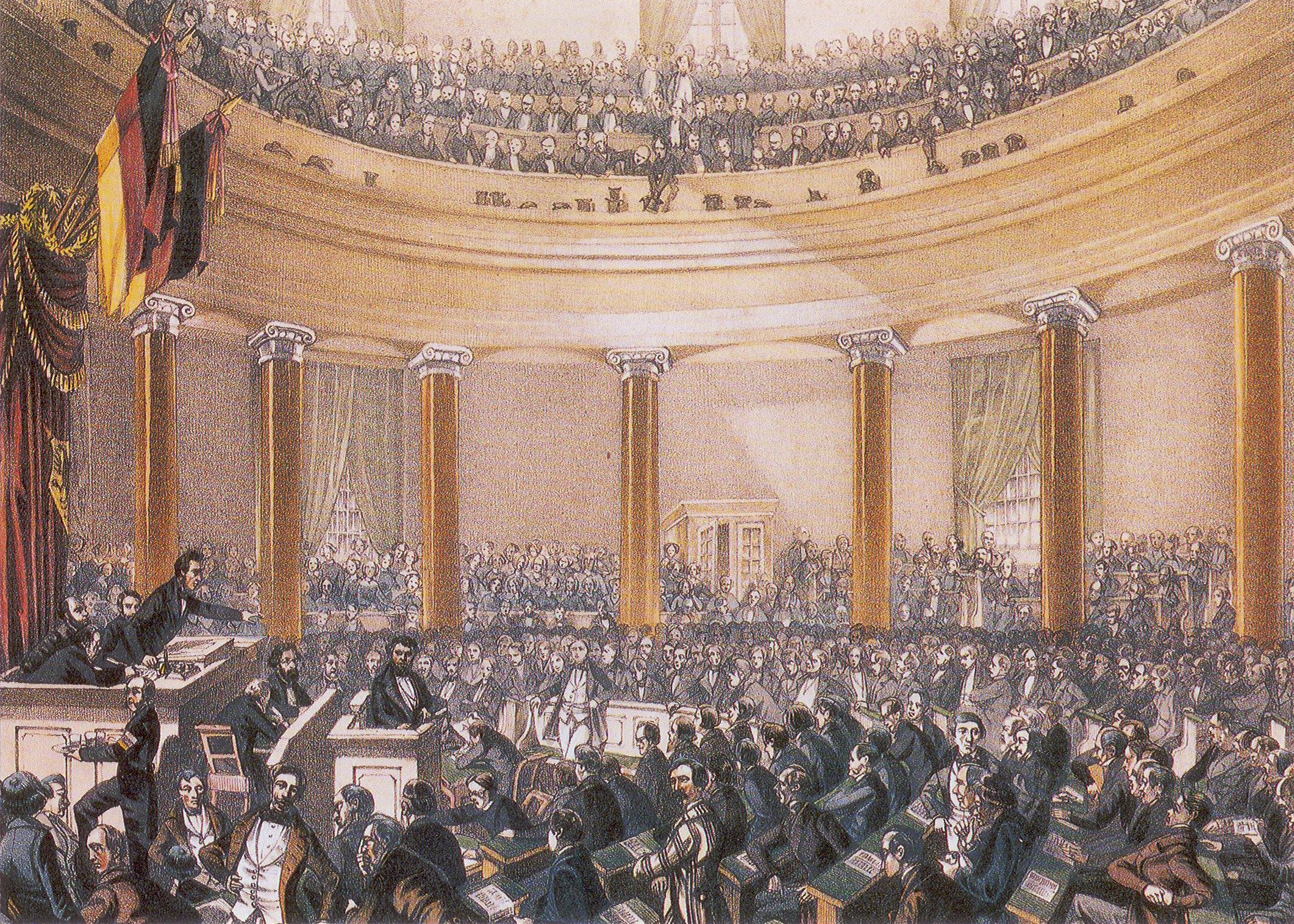
国民议会1848年6月的会议

宪法第1条规定：德意志帝国由目前的德意志邦联的领土范围构成。宪法第2条第1句规定：一个与另一个非德意志国家有共同国家元首的德意志国家，应该具有与该非德意志国家相分离的宪法、政府和管理。这两个规定都和在维也纳的皇室政府的利益相冲突。奥地利希望维持自己的多民族国家的体系，拒绝了放弃其非德意志国家部分。由此国民议会的议员们决定采取“小德意志方案”，但仍然对“大德意志方案”敞开大门。

## 文献资料
- Jörg-Detlef Kühne: Die Reichsverfassung der Paulskirche （保罗教堂的帝国宪法）Neuwied 1998, ISBN 3472030240.